# Kaplica Katyńska w Warszawie
Kaplica Katyńska w Warszawie – jedna z kaplic w katedrze polowej Wojska Polskiego w Warszawie. 

## Opis
Kaplica powstała z inspiracji biskupa polowego WP gen. dyw. Sławoja Leszka Głódzia, by upamiętnić zbrodnię katyńską – męczeńską śmierć obywateli RP, w większości oficerów WP i policjantów, zamordowanych wiosną 1940 roku przez NKWD.
Poświęcenia kaplicy dokonał 15 września 2002 roku bp Sławoj Leszek Głódź. W obecności rodzin ofiar zbrodni katyńskiej dokonał go kardynał Józef Glemp, prymas Polski.
Autorami projektu kaplicy byli architekci Konrad Kucza-Kuczyński i Andrzej Miklaszewski. Elementy kaplicy wykonał artysta rzeźbiarz Marek Moderau i Pracownia Grawerska Mariana Cegielskiego.
Centralnym elementem kaplicy jest ściana z marmuru kararyjskiego, a w niej wizerunek Madonny, w aureoli wykonanej z guzików z płaszczy i mundurów wydobytych z grobów w Katyniu, Miednoje i Charkowie. Wizerunek Matki Bożej Katyńskiej to niewielki obrazek, o wymiarach 8 x 12 cm, wykonany na sosnowej desce z obozowej pryczy, z wyrytym na rewersie napisem: Kozielsk 28.02.1940 rok. Relikwia została wykonana przez por. Henryka Gorzechowskiego osadzonego w sowieckim obozie, niedługo potem zamordowanego przez NKWD w Lesie Katyńskim. Obrazek ocalił i wywiózł z obozu syn autora, Henryk Gorzechowski junior, podobnie jak ojciec oficer WP i więzień obozu w Kozielsku, który ocalał.
Nad ołtarzem znajduje się srebrny orzeł podrywający się do lotu. Nad nim został umieszczony napis w łacinie: „VINCTIS NON VICTIS” (pol. Pokonanym niezwyciężonym).
Powyżej umieszczona jest rzeźba orła polskiego, wykonana ze srebra i bursztynu, autorstwa artysty Mariusza Drapikowskiego z Gdańska. Poniżej znajduje się wizerunek krzyża Orderu Wojennego Virtuti Militari. W ołtarzu, w srebrnej łusce znajdują się fragmenty szczątków ofiar Katynia wydobyte w miejscu kaźni.
Na bocznych ścianach kaplicy wyryte są nazwiska około 15 tysięcy nazwisk oficerów WP i polskich policjantów zamordowanych przez NKWD w Katyniu, Miednoje i w Charkowie oraz tablice z 3435 nazwiskami obywateli RP z tzw. Ukraińskiej Listy Katyńskiej, których grobów dotąd nie odnaleziono.
W kaplicy w 2008 roku została złożona czaszka jednego z zamordowanych, Ludwika Szymańskiego, którą dr Helge Tramsen wywiózł z Katynia i zdeponował, jako dowód zbrodni, w Instytucie Medycyny Sądowej w Kopenhadze.
15 sierpnia 2010 roku w kruchcie kaplicy odsłonięto tablicę pamiątkową poświęconą ofiarom katastrofy polskiego Tu-154 w Smoleńsku; w jej skład wchodzi szklana urna zawierająca ziemię z miejsca katastrofy.